# Traudl Hächer
 (février 2016).
Si vous disposez d'ouvrages ou d'articles de référence ou si vous connaissez des sites web de qualité traitant du thème abordé ici, merci de compléter l'article en donnant les références utiles à sa vérifiabilité et en les liant à la section « Notes et références ».
Traudl Hächer Gavet, née le 31 décembre 1962 à Schleching, est une ancienne skieuse alpine allemande.

## Palmarès

### Jeux olympiques d'hiver
| Épreuve / Édition | Albertville 1992 |
| Slalom géant      | 14e              |

### Championnats du monde
| Épreuve / Édition | Bormio 1985 | Crans-Montana 1987 | Saalbach 1991 |
| Descente          | 9e          | -                  | -             |
| Super G           | -           | 13e                | -             |
| Slalom géant      | 6e          | -                  | Bronze        |
| Combiné           | 6e          | -                  | -             |

## Coupe du monde
- Meilleur résultat au classement général : 9e en 1986
  - 4 victoires : 2 super-G et 2 géants

### Différents classements en Coupe du monde
| Année/Classement | Année/Classement | Général | Général | Descente | Descente | Super G | Super G | Géant  | Géant  | Slalom | Slalom | Combiné | Combiné |
| ---------------- | ---------------- | ------- | ------- | -------- | -------- | ------- | ------- | ------ | ------ | ------ | ------ | ------- | ------- |
| Année/Classement | Année/Classement | Class.  | Points  | Class.   | Points   | Class.  | Points  | Class. | Points | Class. | Points | Class.  | Points  |
| 1981             | 1981             | 25e     | 55      | 25e      | 16       | -       | -       | 16e    | 19     | 28e    | 7      | 18e     | 13      |
| 1982             | 1982             | 31e     | 42      | 23e      | 8        | -       | -       | 20e    | 15     | -      | -      | 8e      | 19      |
| 1985             | 1985             | 15e     | 89      | -        | -        | -       | -       | 5e     | 71     | 25e    | 11     | 9e      | 15      |
| 1986             | 1986             | 9e      | 153     | -        | -        | 4e      | 40      | 2e     | 88     | -      | -      | 7e      | 25      |
| 1987             | 1987             | 28e     | 35      | -        | -        | 9e      | 31      | 34e    | 4      | -      | -      | -       | -       |
| 1988             | 1988             | 47e     | 16      | -        | -        | 23e     | 7       | 22e    | 9      | -      | -      | -       | -       |
| 1989             | 1989             | 27e     | 44      | -        | -        | 14e     | 12      | 9e     | 32     | -      | -      | -       | -       |
| 1990             | 1990             | 52e     | 19      | -        | -        | 15e     | 19      | -      | -      | -      | -      | -       | -       |
| 1991             | 1991             | 44e     | 29      | -        | -        | 14e     | 20      | 22e    | 9      | -      | -      | -       | -       |
| 1992             | 1992             | 34e     | 259     | -        | -        | 19e     | 112     | 14e    | 147    | -      | -      | -       | -       |

### Détail des victoires
| Édition / Épreuve | Super-G           | Géant                       | Total |
| 1981              | Davos             | -                           | 1     |
| 1982              | Puy-Saint-Vincent | Oberstaufen Sunshine Valley | 3     |
| Total             | 2                 | 2                           | 4     |